# エンマ・フォン・ヴァルデック＝ピルモント
エンマ・フォン・ヴァルデック＝ピルモント（独: Emma von Waldeck-Pyrmont, 1858年8月2日 - 1934年3月20日）は、ヴァルデック侯国の侯家の成員。ヴァルデック侯ゲオルク・ヴィクトルの四女で、オランダ王兼ルクセンブルク大公ウィレム3世の2度目の王妃。夫の没後、王太后としてオランダの摂政（在位：1890年 - 1898年）となった。
全名はアーデルハイト・エンマ・ヴィルヘルミーネ・テレーゼ（Adelheid Emma Wilhelmine Therese）。オランダ語名は、エンマ・ファン・ワルデック＝ピルモント（Emma van Waldeck-Pyrmont）。

## 生涯
1858年8月2日、ヴァルデック侯ゲオルク・ヴィクトルとその最初の妃であったナッサウ公ヴィルヘルムの娘ヘレーネの間に第4子として、ヴァルデック侯国の首都であったアロルゼン（現ヘッセン州ヴァルデック＝フランケンベルク郡バート・アーロルゼン）で生まれた。

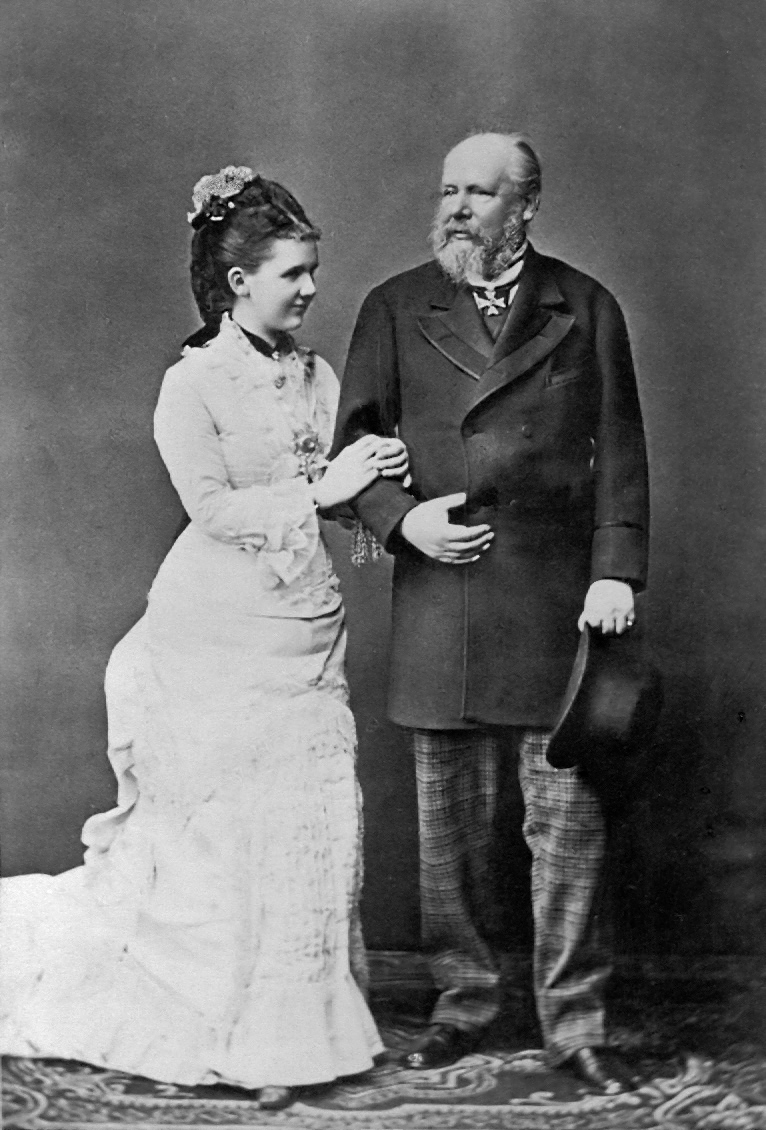
ウィレム3世とエンマ

エンマは2年前に最初の王妃ソフィーに先立たれていたウィレム3世に求婚され、1879年1月7日に結婚した。ウィレム3世は数々の女性と不倫を繰り返して『ニューヨーク・タイムズ』紙に「この世代最大の放蕩者」（"the greatest debauchee of the age"）と評され、先だって再婚を申し込んだデンマーク王女テューラやエンマの姉であるパウリーネには断られていた。しかし2人に41歳の年齢差があったこの結婚生活は幸せなもので、ウィレム3世の浮気癖や気まぐれは再婚後には影を潜めた。
1884年にエンマの義理の息子であるオラニエ公アレクサンダーが病死して、王家にウィレム3世以外の男子がいなくなると、ウィレム3世がエンマとの間にもうけた一人娘ウィルヘルミナがオランダ王位の推定相続人となった。

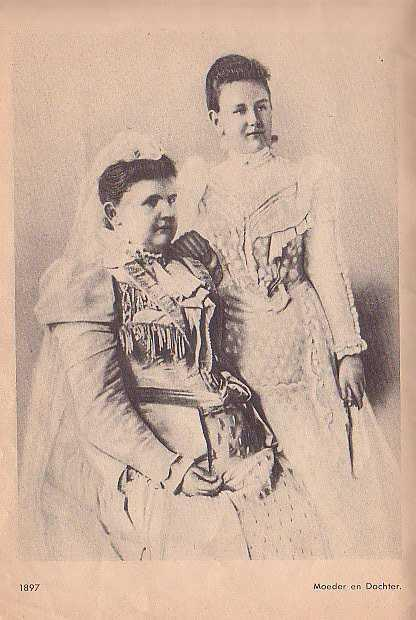
王太后エンマと女王ウィルヘルミナ（1897年撮影）

ウィレム3世は1890年に没し、10歳のウィルヘルミナが女王として即位した（ただしルクセンブルク大公位はナッサウ家の家法に基づき、エンマにとって母方の伯父である元ナッサウ公のアドルフが嗣いだ）。王太后となったエンマはオランダ議会によって摂政に指名され、ウィルヘルミナが成人するまでの8年間にわたり政務を代行した。権威主義的な行動が見られたウィレム3世とは対照的に、エンマは立憲君主制の確立に努めた。
1934年3月20日、エンマは気管支炎のためハーグで死去した。遺体はデルフトに葬られている。

## 子女
夫であるウィレム3世との間に1女をもうけた。
- ウィルヘルミナ・ヘレナ・パウリーネ・マリア （1880年 – 1962年） - オランダ女王

| 先代 ゾフィー・フォン・ヴュルテンベルク | オランダ王妃 1879年 - 1890年 | 次代 マクシマ・ソレギエタ |